# Casa Orlandai
La Casa Orlandai, originalment coneguda com a Casa Galve, és un edifici situat al carrer de Jaume Piquet, 23-25 i de la Mare de Déu de Núria, 20-22 de Sarrià (Barcelona), catalogat com a bé amb elements d'interès (categoria C). Consta de soterrani, baixos i tres pisos, amb una superfície construïda de 1.300 m² sobre una parcel·la de 922 m².

## Història

### Casa Galve
El 1870, Manuel Galve i Garcia, sastre d'ofici i natural de Jarque de la Val (Terol), demanà permís per a construir-hi una casa amb façana amb dues portes al carrer de la Llibertat (actualment Jaume Piquet), segons el projecte del mestre d'obres Rafael Guastavino. El 1878, adquirí a Francesc Bosch i Margenat més de 7.000 pams quadrats de terreny al costat de la masia  de Can Canet de la Vila.
El 1891 s'hi afegí un pis i es reformà la façana, on s'incorporà el frontó central. El 1922, Juli Galve i Brusson (1866-1939), directiu i accionista de la Societat Anònima Cros, demanà un permís per fer la tribuna de llevant i, el 1928, per adossar-hi un edifici-tribuna amb soterrani, planta baixa i dos pisos. Aquestes reformes li acabaren d'aportar una configuració similar a l'actual, on destacava la riquesa decorativa i el detallisme de les escales i els vitralls de l'interior, molts dels quals conservats fins ara.
El 1947 es va eixamplar la façana principal i s'hi va col·locar una escala de 4 trams aprofitant la paret de càrrega de la part nova de la façana. En aquella època, era una residència unifamiliar d'alt estatus i tenia escala de servei i escala principal.

### Escola Talitha
L'any 1956, s'hi va establir l'escola Talitha ('nena' en arameu), un projecte educatiu impulsat per la pedagoga Maria Teresa Codina, que des dels seus inicis, juntament amb altres escoles d'orientació similar, va impulsar la renovació pedagògica de Catalunya i va marcar una manera d'educar vinculada a l'entorn i al país. Dut a terme per un equip de mestres en estreta col·laboració amb els pares en un context sociopolític difícil, cercava oferir una educació integral de la persona que combinés la llibertat amb la responsabilitat, en un ambient en què prevalguessin els valors d'igualtat, austeritat i sociabilitat, de respecte a la llengua materna i a la diversitat. A l'inici, l'escola era únicament per a nenes, però a partir dels anys 1960 fou mixta, i va estar en funcionament fins al curs 1973-74, quan va tancar davant les perspectives d'esdevenir pública.

### Escola Orlandai
Una de les primeres activitats va ser l'elecció d'un nou nom entre les propostes fetes pels alumnes. El nom triat, Orlandai, va ser proposat per la Roser, qui va decidir inventar un nom en lloc de proposar-ne algun de ja existent. A la publicació feta amb motiu del 25è aniversari de l'escola, ella mateixa ho explicava:
| «                                                  | L'Orlandai, sí, era el meu personatge imaginari que tot ho podia fer i aconseguir; fort, valent i astut. No les tenia totes a l'hora de donar el paper escrit amb el nom a la senyoreta; tenia la sensació que, en perdre el secret, es perdia la seva força i el seu magnetisme, però quan va ser el meu torn, ja no m'ho vaig rumiar més: havia de ser l'Orlandai. | » |
| — DDAA. 25è aniversari de l'Escola Orlandai, 1999. | |   |

L'escola va començar a funcionar com una cooperativa de mestres fins que, l'any 1988, amb les altres escoles del CEPEPC (Col·lectiu d'Escoles per l'Escola Pública a Catalunya), va incorporar-se a la xarxa escolar pública de la Generalitat. El curs 2003-04 es va traslladar al nou edifici del carrer de Domínguez i Miralles i avinguda de J.V. Foix.

### Centre Cívic Casa Orlandai
L'edifici del carrer de Jaume Piquet, aleshores de propietat municipal, va quedar buit i l'any 2006, l'estudi d'arquitectes Ravetallat-Ribas (Pere Joan Ravetllat i Carme Ribas) en va dirigir la reforma. Paral·lelament, una vintena d'associacions del barri i diversos particulars van constituir l'Associació Cultural Casa Orlandai (ACCO) per a reivindicar-ne l'ús com a equipament de proximitat. Finalment, es va decidir obrir un centre cívic, gestionat per l'ACCO, inaugurat a la primavera del 2007. El 2018 es va signar un nou conveni de col·laboració entre l'Ajuntament de Barcelona i l'ACCO, l'objectiu de la qual és «dinamitzar el teixit social i promoure la transformació social per aconseguir una societat més justa, participativa, creativa, cohesionada, innovadora, cultural, solidària i sostenible».

## Galeria

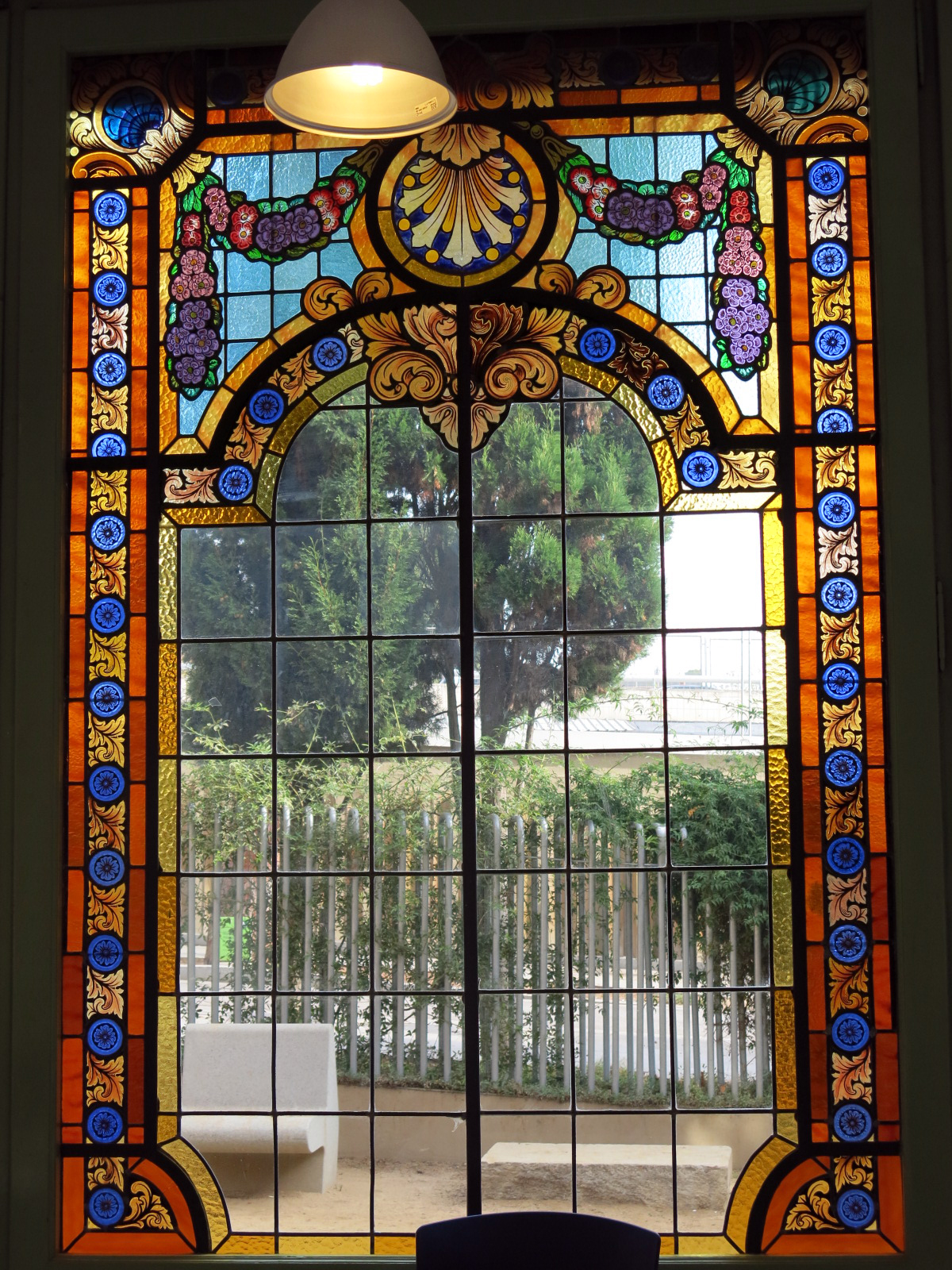
Vitrall de la planta baixa
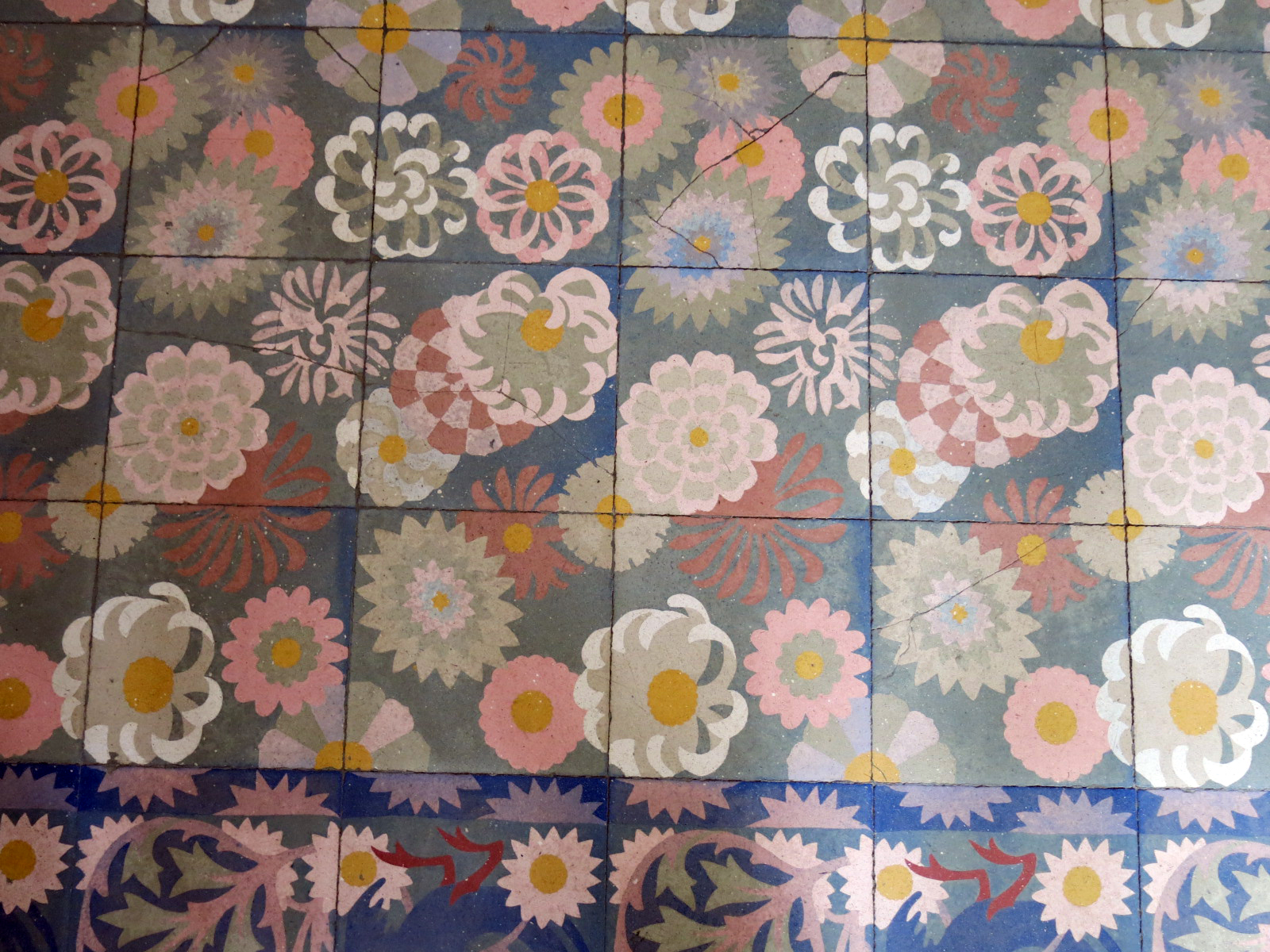
Paviment hidràulic
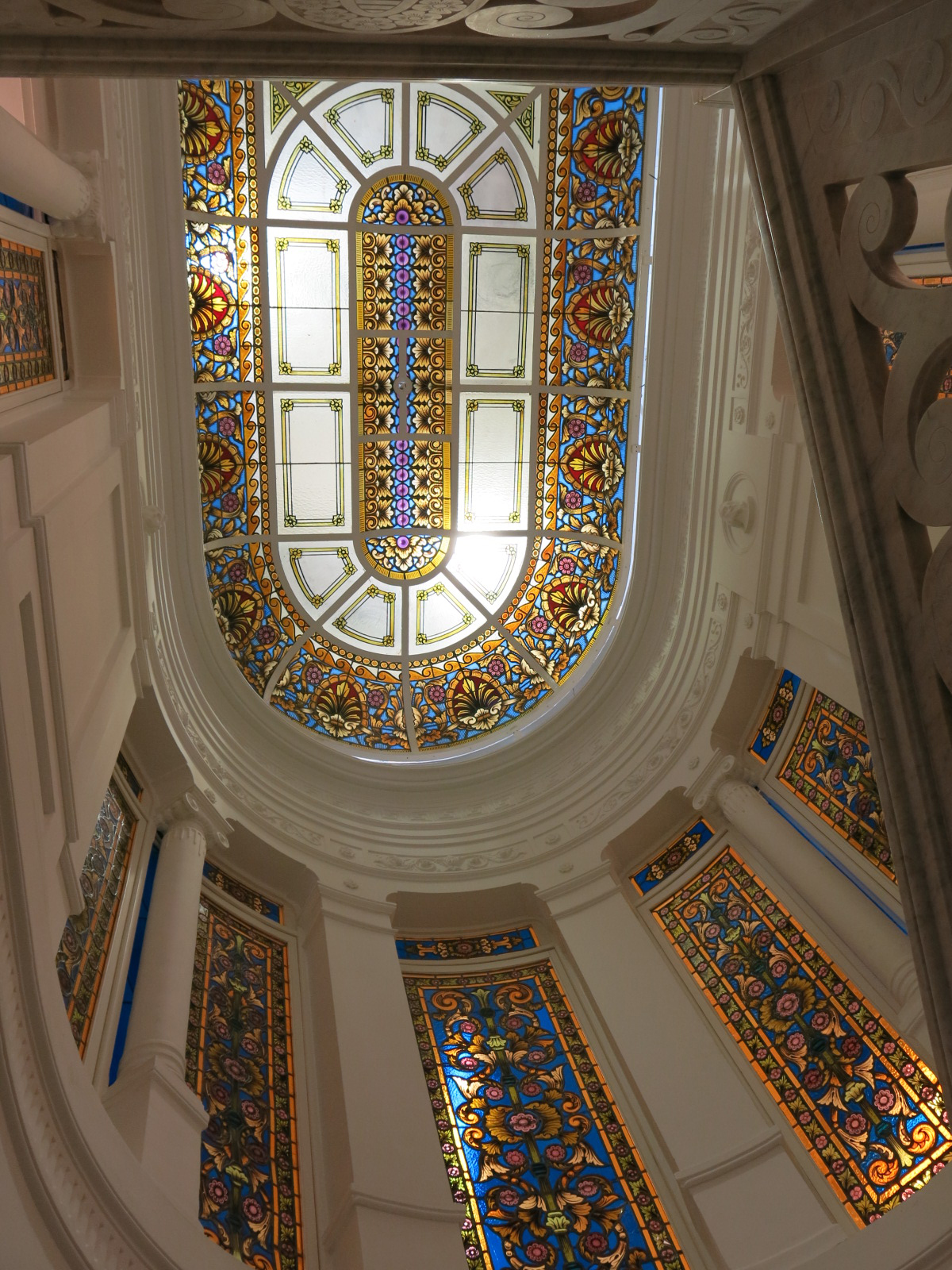
Lluerna de l'escala principal
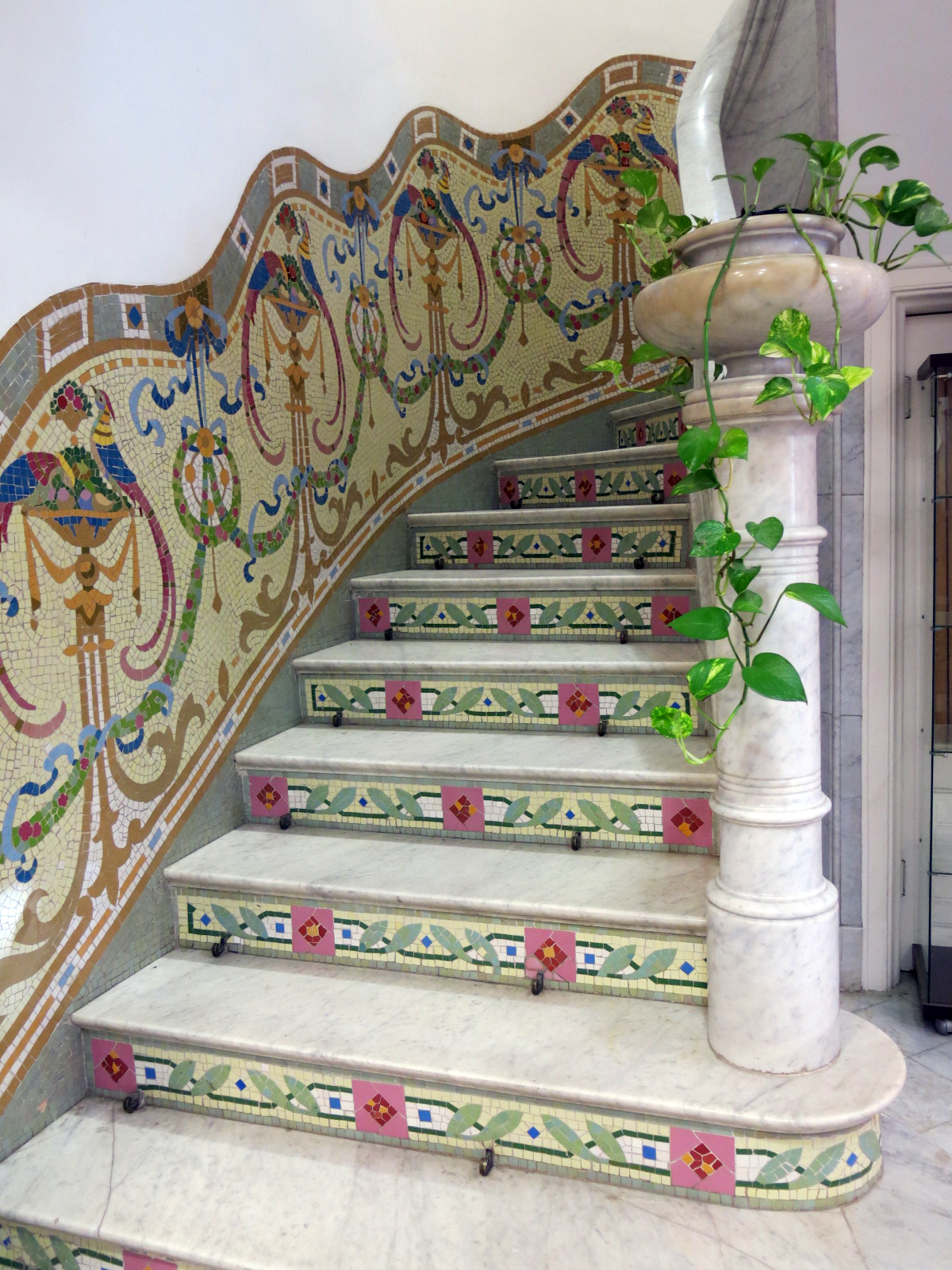
Escala modernista amb arrambador de mosaic